# Communauté de communes de la Région Lézignanaise
La communauté de communes Région Lézignanaise est une ancienne communauté de communes française du département de l'Aude en région Languedoc-Roussillon.

## Historique
Elle est créée le 19 décembre 2002. Le 1er janvier 2013, elle fusionne pour former la communauté de communes Région Lézignanaise, Corbières et Minervois à la suite de la mise en application de la réforme des collectivités territoriales.

## Composition
La communauté de communes Région Lézignanaise regroupait 20 communes en 2012 :
| Nom                        | Code Insee | Gentilé            | Superficie (km2) | Population (dernière pop. légale) | Densité (hab./km2) |
| -------------------------- | ---------- | ------------------ | ---------------- | --------------------------------- | ------------------ |
| Lézignan-Corbières (siège) | 11203      | Lézignannais       | 37,68            | 11 248 (2014)                     | 299                |
| Argens-Minervois           | 11013      | Argenais           | 4,59             | 361 (2014)                        | 79                 |
| Boutenac                   | 11048      | Boutenacois        | 22,96            | 703 (2014)                        | 31                 |
| Camplong-d'Aude            | 11064      | Camplongeais       | 12,28            | 347 (2014)                        | 28                 |
| Canet                      | 11067      | Canétois           | 14,04            | 1 671 (2014)                      | 119                |
| Castelnau-d'Aude           | 11077      | Castelnaudois      | 7,38             | 487 (2014)                        | 66                 |
| Conilhac-Corbières         | 11098      | Conilhacais        | 12,18            | 926 (2014)                        | 76                 |
| Cruscades                  | 11111      | Cruscadèls         | 9,65             | 779 (2014)                        | 81                 |
| Escales                    | 11126      | Escalois           | 10,18            | 446 (2014)                        | 44                 |
| Fabrezan                   | 11132      | Fabrezanais        | 28,62            | 1 301 (2014)                      | 45                 |
| Ferrals-les-Corbières      | 11140      | Ferralais          | 15,95            | 1 173 (2014)                      | 74                 |
| Fontcouverte               | 11148      | Fontcouvertois     | 9,97             | 532 (2014)                        | 53                 |
| Luc-sur-Orbieu             | 11210      | Lucquois           | 9,88             | 1 135 (2014)                      | 115                |
| Montbrun-des-Corbières     | 11241      | Montbrunois        | 10,61            | 312 (2014)                        | 29                 |
| Montséret                  | 11256      | Montsérétais       | 11,31            | 554 (2014)                        | 49                 |
| Ornaisons                  | 11267      | Ornaisonais        | 10,80            | 1 187 (2014)                      | 110                |
| Paraza                     | 11273      | Parazois           | 9,47             | 632 (2014)                        | 67                 |
| Roubia                     | 11324      | Roubians           | 7,38             | 509 (2014)                        | 69                 |
| Saint-André-de-Roquelongue | 11332      | Saint-Andrélongois | 30,81            | 1 354 (2014)                      | 44                 |
| Tourouzelle                | 11393      | Tourouzellais      | 14,19            | 469 (2014)                        | 33                 |
| Homps                      | 11172      | Hompsois           | 3,06             | 591 (2014)                        | 193                |